# Список синглов № 1 в США в 2012 году (Billboard)

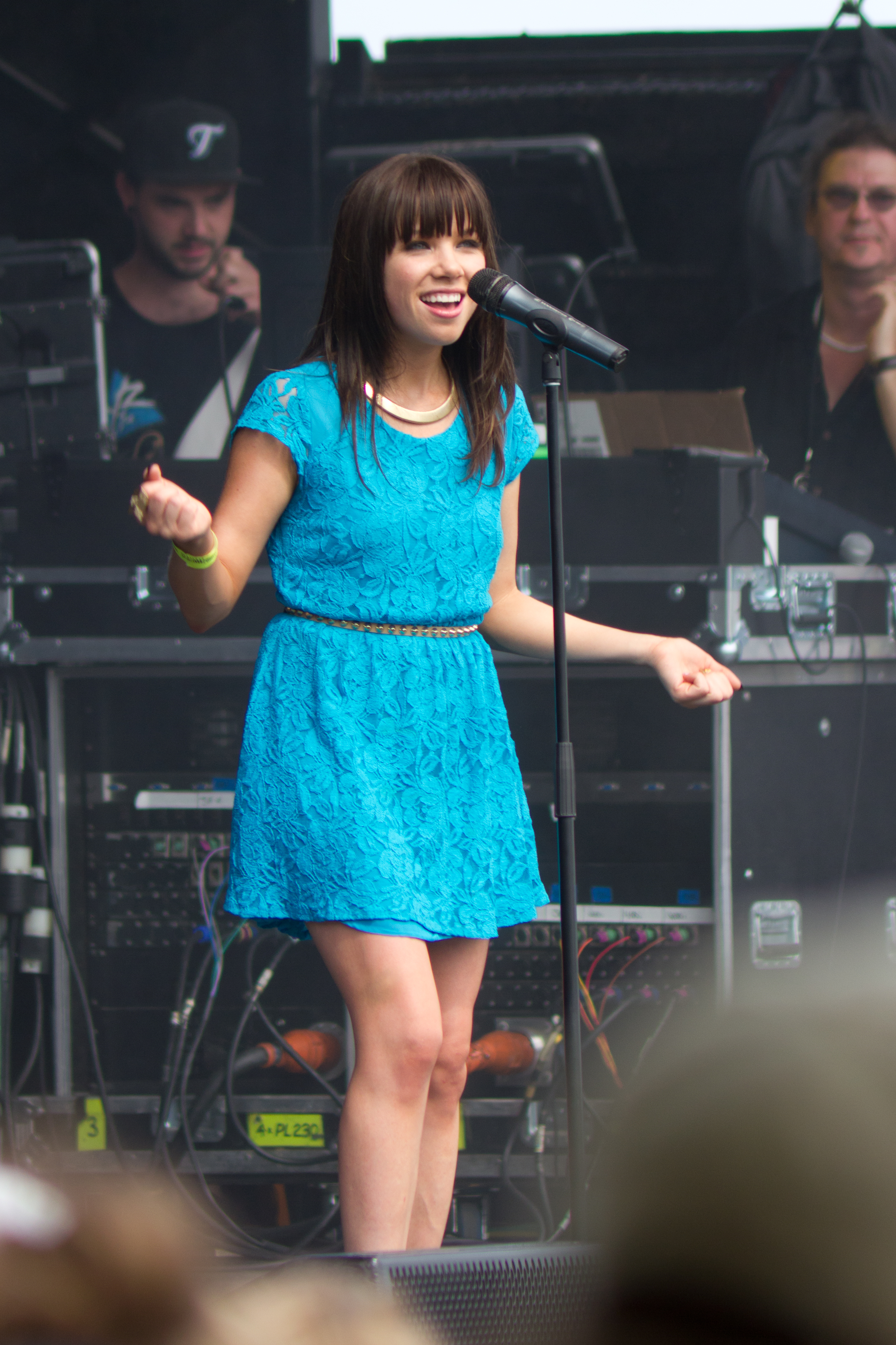
Канадская певица Карли Рей Джепсен с песней «Call Me Maybe» лидировала 9 недель (больше всех пребывала на вершине в 2012 году).

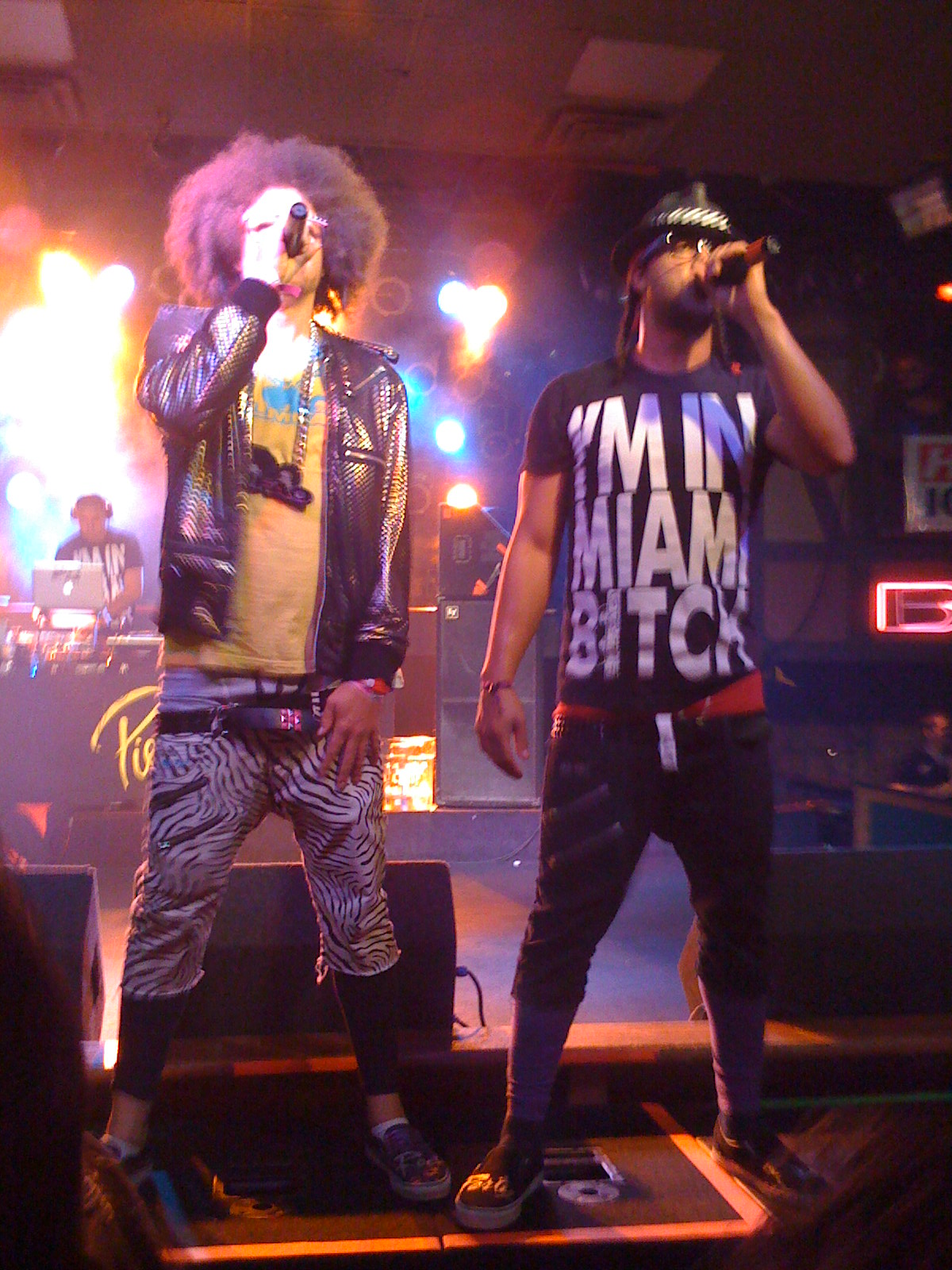
Американский электро-хоп-дуэт LMFAO открыл хит-парад 2012 года с синглом «Sexy and I Know It», ставшим их вторым чарттоппером.

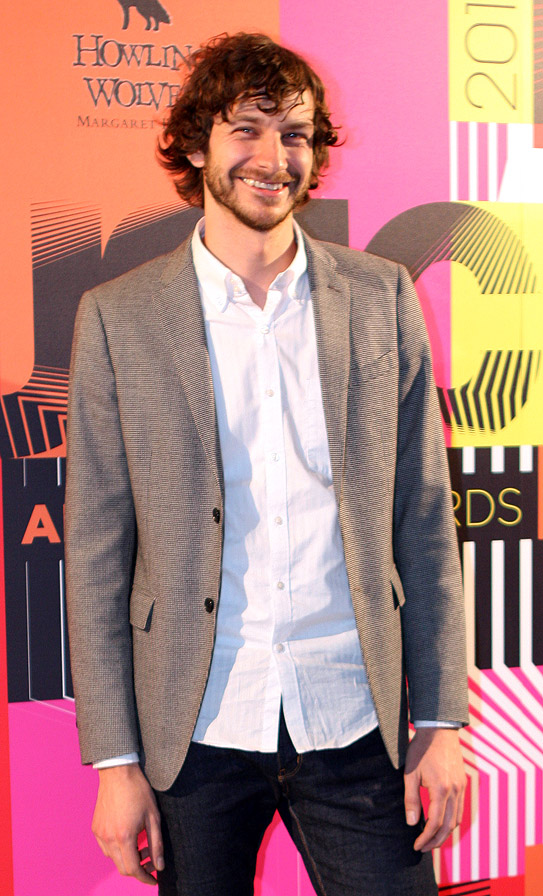
Песня «Somebody That I Used to Know» в исполнении Готье при участии Кимбры лидировала 8 недель.

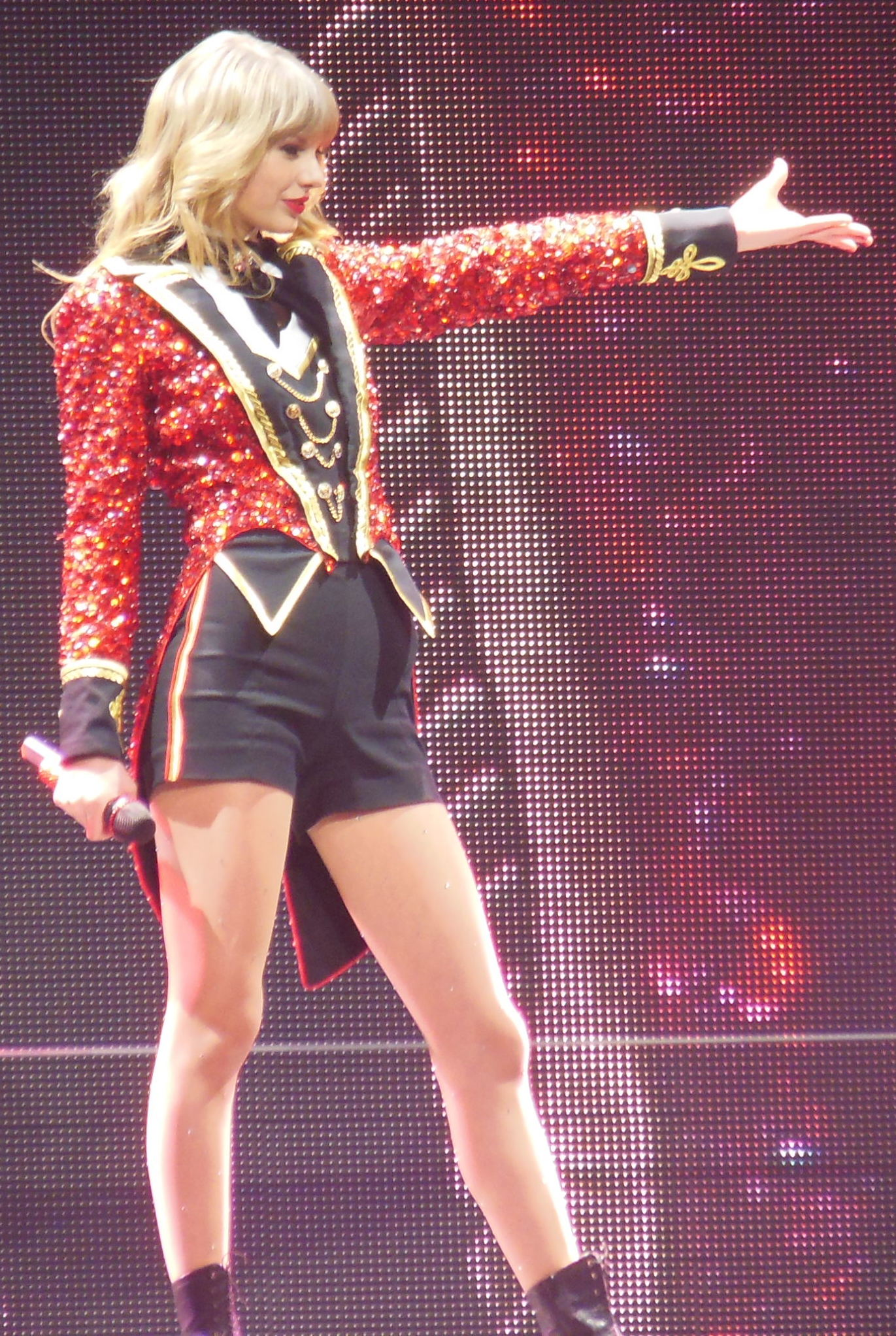
Американская певица Тейлор Свифт впервые возглавила Billboard Hot 100 в 2012 году с песней «We Are Never Ever Getting Back Together».

Список синглов № 1 в США в 2012 году включает синглы, возглавлявшие главный хит-парад Северной Америки по итогам каждой из недель 2012 года. В нём учитываются наиболее продаваемые синглы (песни) исполнителей США, как на физических носителях (лазерные диски, грампластинки, кассеты), так и в цифровом формате (mp3 и другие). Составляется редакцией старейшего музыкального журнала США Billboard и поэтому называется Billboard Hot 100 («Горячая Сотня» журнала Billboard).

## Общие сведения
- Американский электро-хоп-дуэт LMFAO, — после того как их сингл «Sexy and I Know It» стал № 1 в Billboard Hot 100, — стал вторым дуэтом, которому это удалось сделать с двумя подряд хитами, впервые после дуэта OutKast с их синглами «Hey Ya!» (2003) и «The Way You Move» (2004).[4]
- Сингл «Set Fire to the Rain» стал 3-м подряд хитом № 1 для певицы Адель после лидерства «Rolling in the Deep» (7 недель № 1) и «Someone Like You» (5 недель) в 2011 году. Так как одновременно со всеми тремя этими синглами на первом месте был и альбом 21, то Адель стала 1-м в истории сольным исполнителем, кому это удалось сделать (три хита-лидера и альбом-№ 1). За 53 года существования Hot 100 и Billboard 200, только 9 альбомов возглавляли Billboard 200, в то время как два сингла с них были № 1 Hot 100. Последним из них был певец Usher с альбомом «Confessions» (2004) и двумя хитами № 1 с него — «Yeah» (при участии Lil Jon и Ludacris) и «Burn». Единственным альбомом с одновременным лидерством трёх синглов с него был сборный саундтрек «Saturday Night Fever» (1978): «Stayin' Alive» и «Night Fever» (группы Bee Gees) и «If I Can’t Have You» (певицы Yvonne Elliman).[5]
- В феврале 2012 года новый хит Мадонны «Give Me All Your Luvin'» стал уже 38-м синглом певицы, попавшим в Топ-10 американского хит-парада (абсолютный рекорд; на втором месте с 34 синглами идёт группа The Beatles).[6][7]
- Адель 22 февраля 2012 года (после церемонии Грэмми-2012) стала первой в истории женщиной лидер-вокалистом, чьи три сингла одновременно находились в верхней десятке Топ-10 чарта Billboard Hot 100: «Set Fire to the Rain» (№ 2), «Rolling in the Deep» (№ 5 на 59-й неделе в чарте) и «Someone Like You» (№ 7). В 2002 году (30 марта — 6 апреля) певица Ашанти также имела три сингла в десятке, но лидирующим исполнителем она была только на одном из этих синглов (на двух других подпевала).[8]
- Сингл «Part of Me» певицы Кэти Перри стал 7-м её и 20-м в истории синглом, сразу дебютировавшим на вершине главного чарта США.[8]
- В марте — апреле чарт Billboard Hot 100 возглавил сингл «We Are Young» группы Fun (при участии Жанель Монэ), который стал 1-м рок-хитом на № 1 с 2008 года, когда лидировала группа Coldplay с песней «Viva la Vida»[9].
- Сингл «Somebody That I Used to Know» Готье при участии Кимбры стал 1-м с 1963 года хитом на вершине чарта США от исполнителя, рождённого в Бельгии. Полвека назад во всём мире лидировала песня «Dominique[англ.]» в исполнении бельгийской монашки Жаннин Деккерс (известной как The Singing Nun). Но, поскольку с 2 лет Готье жил в Австралии, то он стал 1-м с 2000 года представителем своей страны на № 1 в США впервые после группы Savage Garden (тогда эта группа лидировала 4 недели с песней «I Knew I Loved You»). Из солистов из Австралии последний раз на вершине Hot 100 была Оливия Ньютон-Джон (10 недель лидерства с песней «Physical», начав в ноябре 1981 года), а из мужчин-австралийцев (без учёта групп) на вершине никого не было более 30 лет (тогда лидировал Рик Спрингфилд с песней «Jessie’s Girl»)[10]. Песня стала первой в истории, чьи продажи 3 недели превышали 400 тысяч (542 000, 463 000 и 414 000 загрузок в каждую из трёх последних недель соответственно). Ранее, с меньшими результатами (по 2 недели более 400 тыс.) отличились только три песни: «Right Round» певца Flo Rida (28.02 и 07.03.2009), «Grenade» Бруно Марса (08.01 и 15.01.2011) и «Born This Way» певицы Lady Gaga (26.02 и 05.03.2011)[11]. В 4-ю неделю лидерства сингл стал 1-м в истории, одновременно возглавлявшим 4 разножанровых чарта (кроме объединенного Hot 100, ещё и тематические Alternative Songs, Dance/Club Play Songs и Hot Dance Airplay)[12], а также Radio Songs, Hot Digital Songs, Pop Songs, Adult Pop Songs, Triple A, On-Demand Songs[13].
- Впервые с 1977 года сразу три дебютанта подряд возглавляли общенациональный хит-парад США: группа Fun, певец Готье и певица Карли Рей Джепсен. Тогда (35 лет назад) в Hot 100 лидировало три новичка подряд: Bill Conti («Gonna Fly Now» с фильма «Rocky»), Alan O'Day («Undercover Angel») и Shaun Cassidy («Da Doo Ron Ron»). Причём, из них троих только Cassidy вновь вернулся в top 40. Рекорд в 4 дебютанта на № 1 подряд был поставлен в 1967 году. 45 лет назад лидировали: певец Бобби Джентри («Ode to Billie Joe»), группа Box Tops («The Letter»), певица Лулу («To Sir With Love») и Strawberry Alarm Clock («Incense and Peppermints»)[14].
- Песня «Whistle» рэпера Flo Rida стала его 3-м хитом № 1 в Hot 100 после двух предыдущих: в 2008 году десять недель лидировал его хит «Low» (при участии T-Pain), а в 2009 шесть недель лидировал сингл «Right Round». В результате он стал 12-м рэпером с 3 или более чарттопперами вслед за Diddy, Ludacris (по 5 у каждого), 50 Cent, Eminem, Jay-Z, Nelly, Kanye West (по 4 у каждого), Ja Rule, Snoop Dogg (Snoop Lion), T.I. и T-Pain (у всех по три)[15][16].
- Песня «We Are Never Ever Getting Back Together» кантри-певицы Тейлор Свифт стала её первым чарттоппером в карьере. Ранее у Тейлор было два хита на втором месте: «You Belong with Me» (2009) и «Today Was a Fairytale» (2010). И ещё на № 3 и № 4 соответственно были синглы «Mine» (2010) и «Love Story» (2008). «We Are Never Ever…» стал самым успешным среди певиц по цифровым загрузкам за одну неделю (623 000) и вторым в истории SoundScan после Flo Rida («Right Round» с тиражом 636 000 в 2009 году), и её 4-м хитом № 1 в Hot Digital Songs[17]. Вернувшись в сентябре на первое место чарта «We Are Never Ever…» стал самым долго находящимся на № 1 кантри-синглом за последние 32 года со времени хита «Lady» Кенни Роджерса (он был 6 недель на первом месте с 15 ноября 1980 года). Кроме того, он стал вторым в истории синглом по числу недель на вершине чарте среди женщин (лидирующих по вокалу на сингле) после Debby Boone, которая 10 недель возглавляла чарт Hot 100 с песней «You Light Up My Life» (хотя в кантри-чарте Hot Country Songs он был только № 4 в 1977 году)[18].
- Сингл «Diamonds» певицы Рианны стал для неё 12-м на № 1, что позволило ей достичь Мадонну по этому показателю, деля с ней 4-5-е место за всю историю. Больше только у Beatles (20), Мэрайи Кэри (18) и Майкла Джексона (13)[19].
- В декабре Бруно Марс с новым своим синглом «Locked Out of Heaven» в 4-й раз возглавил общенациональный хит-парад США. Ранее он был на № 1 с сольными хитами «Just the Way You Are» (4 недели № 1 в сентябре — октябре 2010 года) и «Grenade» (4 недели № 1 в январе 2011 года) и ещё был совместный «Nothin' on You» (2010, где Бруно выступил как гостевая звезда у основного солиста B.o.B'). И сделал он это всего за 2 года и 10 месяцев: рекорд для мужчин-исполнителлей за последние 48 лет. Быстрее его свои 4 чарттоппера смог создать только Бобби Винтон в далёких 1962—1964-х годах (за 2 года и 6 месяцев): «Roses Are Red (My Love)» (9.6.1962, 5 недель № 1), «Blue Velvet» (1963), «There! I’ve Said it Again» (1964) и «Mr. Lonely» (12.12.1964)[20].

## Список синглов № 1
| Дата        | Песня                                     | Исполнитель                         | Ссылка        |
| ----------- | ----------------------------------------- | ----------------------------------- | ------------- |
| 7 января    | «Sexy and I Know It»                      | LMFAO                               | [ 4 ]         |
| 14 января   | «Sexy and I Know It»                      | LMFAO                               | [ 21 ]        |
| 21 января   | «We Found Love»                           | Рианна при участии Кельвина Харриса | [ 22 ]        |
| 28 января   | «We Found Love»                           | Рианна при участии Кельвина Харриса | [ 23 ]        |
| 4 февраля   | «Set Fire to the Rain»                    | Адель                               | [ 5 ]         |
| 11 февраля  | «Set Fire to the Rain»                    | Адель                               | [ 24 ]        |
| 18 февраля  | «Stronger (What Doesn't Kill You)»        | Келли Кларксон                      | [ 25 ]        |
| 25 февраля  | «Stronger (What Doesn't Kill You)»        | Келли Кларксон                      | [ 6 ]         |
| 3 марта     | «Part of Me»                              | Кэти Перри                          | [ 26 ]        |
| 10 марта    | «Stronger (What Doesn’t Kill You)»        | Келли Кларксон                      | [ 27 ]        |
| 17 марта    | «We Are Young»                            | Fun при участии Жанель Монэ         | [ 9 ]         |
| 24 марта    | «We Are Young»                            | Fun при участии Жанель Монэ         | [ 28 ]        |
| 31 марта    | «We Are Young»                            | Fun при участии Жанель Монэ         | [ 29 ]        |
| 7 апреля    | «We Are Young»                            | Fun при участии Жанель Монэ         | [ 30 ]        |
| 14 апреля   | «We Are Young»                            | Fun при участии Жанель Монэ         | [ 31 ]        |
| 21 апреля   | «We Are Young»                            | Fun при участии Жанель Монэ         | [ 32 ]        |
| 28 апреля   | «Somebody That I Used to Know»            | Готье при участии Кимбры            | [ 10 ]        |
| 5 мая       | «Somebody That I Used to Know»            | Готье при участии Кимбры            | [ 33 ]        |
| 12 мая      | «Somebody That I Used to Know»            | Готье при участии Кимбры            | [ 11 ]        |
| 19 мая      | «Somebody That I Used to Know»            | Готье при участии Кимбры            | [ 12 ]        |
| 26 мая      | «Somebody That I Used to Know»            | Готье при участии Кимбры            | [ 34 ]        |
| 2 июня      | «Somebody That I Used to Know»            | Готье при участии Кимбры            | [ 13 ]        |
| 9 июня      | «Somebody That I Used to Know»            | Готье при участии Кимбры            | [ 35 ]        |
| 16 июня     | «Somebody That I Used to Know»            | Готье при участии Кимбры            | [ 36 ]        |
| 23 июня     | «Call Me Maybe»                           | Карли Рей Джепсен                   | [ 37 ]        |
| 30 июня     | «Call Me Maybe»                           | Карли Рей Джепсен                   | [ 14 ]        |
| 7 июля      | «Call Me Maybe»                           | Карли Рей Джепсен                   | [ 38 ]        |
| 14 июля     | «Call Me Maybe»                           | Карли Рей Джепсен                   | [ 39 ]        |
| 21 июля     | «Call Me Maybe»                           | Карли Рей Джепсен                   | [ 40 ]        |
| 28 июля     | «Call Me Maybe»                           | Карли Рей Джепсен                   | [ 41 ]        |
| 4 августа   | «Call Me Maybe»                           | Карли Рей Джепсен                   | [ 42 ]        |
| 11 августа  | «Call Me Maybe»                           | Карли Рей Джепсен                   | [ 43 ]        |
| 18 августа  | «Call Me Maybe»                           | Карли Рей Джепсен                   | [ 44 ]        |
| 25 августа  | «Whistle»                                 | Flo Rida                            | [ 15 ]        |
| 1 сентября  | «We Are Never Ever Getting Back Together» | Тейлор Свифт                        | [ 17 ] [ 45 ] |
| 8 сентября  | «We Are Never Ever Getting Back Together» | Тейлор Свифт                        | [ 46 ]        |
| 15 сентября | «Whistle»                                 | Flo Rida                            | [ 16 ]        |
| 22 сентября | «We Are Never Ever Getting Back Together» | Тейлор Свифт                        | [ 18 ]        |
| 29 сентября | «One More Night»                          | Maroon 5                            | [ 47 ]        |
| 6 октября   | «One More Night»                          | Maroon 5                            | [ 48 ] [ 49 ] |
| 13 октября  | «One More Night»                          | Maroon 5                            | [ 50 ] [ 51 ] |
| 20 октября  | «One More Night»                          | Maroon 5                            | [ 52 ] [ 53 ] |
| 27 октября  | «One More Night»                          | Maroon 5                            | [ 54 ] [ 55 ] |
| 3 ноября    | «One More Night»                          | Maroon 5                            | [ 56 ]        |
| 10 ноября   | «One More Night»                          | Maroon 5                            | [ 57 ]        |
| 17 ноября   | «One More Night»                          | Maroon 5                            | [ 58 ]        |
| 24 ноября   | «One More Night»                          | Maroon 5                            | [ 59 ]        |
| 1 декабря   | «Diamonds»                                | Рианна                              | [ 19 ]        |
| 8 декабря   | «Diamonds»                                | Рианна                              | [ 60 ]        |
| 15 декабря  | «Diamonds»                                | Рианна                              | [ 61 ]        |
| 22 декабря  | «Locked Out of Heaven»                    | Бруно Марс                          | [ 20 ]        |
| 29 декабря  | «Locked Out of Heaven»                    | Бруно Марс                          | [ 62 ]        |

## Лидеры по числу недель
| Исполнитель       | Число недель на № 1 | Число хитов № 1 |
| ----------------- | ------------------- | --------------- |
| Карли Рей Джепсен | 9                   | 1               |
| Maroon 5          | 9                   | 1               |
| Готье             | 8                   | 1               |
| Fun               | 6                   | 1               |
| Рианна            | 5 (2+3)             | 2               |